# Hans-Rudolf Singer
Hans-Rudolf Singer (* 8. Februar 1925 in Altenstadt an der Waldnaab; † 8. Februar 1999 in Germersheim) war ein deutscher Arabist und Semitist. Seine Forschungsschwerpunkte waren der muslimische Teil der Iberischen Halbinsel und der Maghreb.

## Leben und Wirken
Hans-Rudolf Singer nahm im Herbst 1948 sein Studium bei Hans Wehr, dem Lehrstuhlinhaber für Orientalische Philologie an der Universität Erlangen, auf. 1952 und 1953 hielt er sich in Granada auf, dann einige Zeit im marokkanischen Tetuan, wo er sich mit der nordmarokkanischen Umgangssprache befasste. Das Studienjahr 1954/55 verbrachte er in Kairo.
Im Dezember 1956 wurde er mit einer Arbeit über Neuarabische Fragewörter. Ein Beitrag zur historischen und vergleichenden Grammatik der arabischen Dialekte promoviert. 1958 ging er für vier Monate nach Tunesien.
Als wissenschaftlicher Assistent arbeitete er von 1959 bis 1961 an der Universität Erlangen bei Jörg Krämer. Als Krämer 1961 verstarb, vertrat er dessen Lehrstuhl. Von Juli 1962 bis März 1963 lebte Singer in Tunis, wo er dessen arabische Sprachform, das Tunesische, schließlich zum Thema seiner Habilitationsschrift Grammatik der arabischen Mundart der Medina von Tunis machte. 1967, nach der Habilitation im Fach Semitische Philologie und Islamwissenschaft, wurde er an die Universität Mainz berufen, wo er am Seminar für Arabische Sprache und Kultur des Auslands- und Dolmetscherinstituts in Germersheim arbeitete (später: Fachbereich Angewandte Sprach- und Kulturwissenschaft).
Singers Veröffentlichungen, darunter mehr als 100 Artikel im Lexikon des Mittelalters, beschäftigen sich mit der arabischen Sprachgeschichte und deren gesamter Dialektologie. Dabei ragen seine Forschungen über die Dialekte Iberiens und die spanisch-arabischen Ortsnamen heraus, ebenso wie zur Verwurzelung in den vorislamischen Kulturen, die er für den Iran und weite Teile des Mittelmeerraums untersuchte. Auch die Wirkung auf das mittelalterliche Europa war Gegenstand seiner Arbeiten.

## Schriften (Auswahl)
- Neuarabische Texte im Dialekt der Stadt Tetuan, in: Zeitschrift der Deutschen Morgenländischen Gesellschaft 108 (n.F. 33) (1958) 106–125.
- Fortleben alten Wortgutes in arabischen Beduinen-Mundarten (II), in:  Zeitschrift der Deutschen Morgenländischen Gesellschaft  127,2 (1977) 254–257.
- Ortsnamenskunde und Dialektologie im muslimischen Spanien (Studien zu den Ortsnamen von al-Andlaus II), in:  Zeitschrift für Arabische Linguistik 5 (1980) 137–157.
- Zum arabischen Dialekt von Valencia, in: Oriens 27/28 (1981) 317–323.
- Grammatik der arabischen Mundart der Medina von Tunis, de Gruyter, Berlin 1984 (sollte als Handbuch des Tunisischen erscheinen).
- Der Maghreb und die Pyrenäenhalbinsel bis zum Ausgang des Mittelalters, in: Heinz Halm (Hrsg.): Geschichte der arabischen Welt, 4., überarbeitete und erweiterte Auflage, C. H. Beck, München 2001, S. 264–322.